# Without a Paddle
Without a Paddle é um filme de comédia lançado em 2004, dirigido por Steven Brill e estrelando Seth Green, Matthew Lillard, Dax Shepard. Nele, três amigos de infância saem em uma viagem pelo estado norte-americano de Oregon (embora as filmagens tenham sido feitas na Nova Zelândia) para procurar o corpo de um legendário ladrão e seu tesouro. Uma sequela, chamada Without a Paddle: Nature's Calling, foi lançada em janeiro de 2009.

## Enredo
Dez anos depois de se formarem no colegial, três amigos, Jerry (Matthew Lillard), Dan (Seth Green) e Tom (Dax Shepard), descobrem que seu amigo de infância, Billy (Antony Starr), morreu num acidente esportivo na Costa Rica. Após o enterro, eles vão à antiga casa da árvore que tinham quando crianças. Eles encontram um mapa que leva ao tesouro perdido de D.B. Cooper, algo que Billy procurou sua vida toda. Dan tira uma folga do seu trabalho médico e se junta aos outros dois num acampamento para encontrar o tesouro. Com uma canoa, eles navegam um rio e passam a noite ao lado do Nariz do Voo, uma formação rochosa. Como se esqueceram de trazer comida, tem de pescar para se alimentar, e os peixes atraem um urso-cinzento, que captura Dan achando que é um de seus filhotes. O urso tenta obrigar Dan a comer um esquilo morto, mas Dan consegue escapar e os três dormem em uma árvore. No dia seguinte, toda a bagagem deles foi rasgada e espalhada pelo urso, e o celular de Dan foi engolido pelo animal. O mapa também foi destruído.
O trio segue pelo rio usando pedaços do mapa, mas acabam indo para o lado errado e enfrentam uma corredeira, que lhes retira o mapa e joga o barco em uma cachoeira, destruindo-o e jogando os na água. Com uma bússola, eles chegam a uma plantação de cannabis guardada por dois criminosos, Dennis (Abraham Benrubi) e Elwood (Ethan Suplee), que os confundem com ladrões e atiram neles. O trio foge pela plantação, perseguidos por cães ferozes, mas sinalizadores são lançados e causam uma queima nas plantas, provocando muita fumaça que leva o trio à um momento de euforia. Escondem-se em uma lagoa, usando canudos vegetais para respirar. No dia seguinte, o grupo caminha pela floresta enquanto os criminosos vão atrás deles para matá-los por terem perdido sua plantação.
Os amigos encontram uma dupla de garotas hippies que moram nas árvores e cuidam dos rapazes. Usando um rádio, os criminosos localizam eles e tentam cortar a árvore, mas as garotas enfurecem-se com essa agressão à natureza e jogam sacos de fezes neles, enquanto o trio escapa. Usando apenas cuecas, eles se perdem na mata, debaixo de forte chuva. Embaixo de uma rocha, eles relutantemente dormem abraçados para trocar calor humano. De manhã, são surpreendidos por um homem que mora nas montanhas que os leva à sua cabana. Ele se apresenta como Del Knox (Burt Reynolds), parceiro de Cooper antes de sua morte.
No dia seguinte, os criminosos os  encontram e abrem fogo contra a cabana. Enquanto o trio foge, Del atira nos criminosos com seu revólver. Os rapazes acabam caindo em uma tumba onde encontram o cadáver de Cooper e sua mala. Ao que parece, Cooper queimou seu dinheiro para ter mais alguns minutos de vida. Eles então colocam no corpo dele alguns de seus objetos de infância (guardados junto ao mapa de Billy num baú de memórias na casa da árvore) que levaram na viagem: o boneco do C-3PO de Dan, o cartão de Brian Bosworth de Jerry e uma camisinha de Tom. A única maneira de sair do poço é por um túnel no qual apenas Dan cabe. Os criminosos encontram Jerry e Tom, mas Dan surge e os acerta com uma tora. Os fazendeiros caem e brigam com Jerry e Tom. Surge então um xerife, que anteriormente havia ajudado o trio, mas que na verdade tem auxiliado os criminosos. Num momento de tensão, Jerry joga uma granada que havia tomado de um dos criminosos na direção deles, e a explosão derruba uma árvore nos bandidos, que são presos depois.
No fim do filme, o trio ganha metade do dinheiro restante do parceiro de Cooper. Jerry pede sua namorada em casamento, Dan começa uma relação com uma das hippies, e Tom vai trabalhar em um acampamento de verão infantil, e conta à seu grupo tudo sobre sua viagem com os amigos.

## Elenco
- Dax Shepard .... Tom Marshall
- Matthew Lillard .... Jerry Conlaine
- Seth Green .... Dan Mott
- Burt Reynolds .... Del Knox
- Bonnie Somerville .... Denise
- Ethan Suplee .... Elwood
- Ray Baker .... Sheriff Briggs
- Abraham Benrubi .... Dennis
- Rachel Blanchard .... Flower
- Christina Moore .... Butterfly
- Antony Starr .... Billy Newwood
- Little Bart the Bear .... Bear